# Прюмский договор (855)
Прю́мский догово́р (фр. Traité de Prüm) — документ, подписанный императором Лотарем I 19 сентября 855 года и определявший принципы раздела Средне-Франкского королевства между его сыновьями.
В начале 855 года император Лотарь I тяжело заболел и в сентябре этого года ему стало понятно, что он уже не может в полной мере управлять своим королевством. Под влиянием архиепископа Реймса Гинкмара он принял решение отречься от престола и уйти в монастырь. Однако до осуществления этого шага он произвёл раздел своих владений между тремя сыновьями. Документ о границах их владений, оформленный императором в виде своего завещания, был подписан им 19 сентября на вилле Шюллер (около Прюма).
Согласно этому разделу сыновья Лотаря наделялись следующими землями:
- Людовик II получил Итальянское королевство и сохранил за собой титул императора, которым он владел с 850 года.
- Лотарь II получил лучшую часть Средне-Франкского королевства — земли от северного побережья до южных границ Верхней Бургундии с такими крупными городами как Ахен, Кёльн, Трир, Мец, Туль, Верден, Страсбург, Утрехт, Льеж и Камбре. Впоследствии эти земли получили название Лотарингия.
- Карл, несовершеннолетний и болезненный сын Лотаря I, получил Прованское королевство.

Через несколько дней после составления документа о разделе, 22 сентября, Лотарь I отрёкся от престола, принял постриг и удалился в Прюмский монастырь, где и умер 29 сентября. Раздел, проведённый Лотарем, сначала вызвал раздоры среди его сыновей: император Людовик II желал получить земли вне Италии, а Лотарь II хотел овладеть королевством своего младшего брата Карла. Однако осенью 856 года на встрече около Лозанны между братьями было заключено соглашение, подтверждавшее незыблемость границ, определённых их отцом.
Раздел Средне-Франкского королевства, произведённый Лотарем I, стал следствием ослабления франкского единства и в результате привёл к скорой потере значения императорского титула, не наделённого ресурсами, способными влиять на ситуацию во всех франкских государствах. Границы королевств, установленные Прюмским договором, просуществовали только до смерти короля Карла Прованского в 863 году.